# Godcomplex
Een godcomplex is een niet-klinische term die veelal gebruikt wordt om een persoon te beschrijven die ervan overtuigd is dat hij meer kan bereiken dan wat binnen het menselijk kunnen ligt.
Ook het sterk geloof dat de eigen mening automatisch beter is dan andere meningen is een vorm van godcomplex. Iemand gelooft dan boven de regels van de maatschappij te staan en een speciale behandeling te krijgen. De term godcomplex komt tevens niet voor in DSM-IV.